# Seramiksan SK
Seramiksan SK est un club turc de volley-ball féminin fondé en 2011 et basé à Turgutlu, évoluant pour la saison 2017-2018 en Vestel Venus Sultanlar Ligi.

## Effectifs

### Saison 2017-2018
| No                                      | Nom                                     | Date de naissance                       | Taille                         | Poids                          | Poste                          |
| --------------------------------------- | --------------------------------------- | --------------------------------------- | ------------------------------ | ------------------------------ | ------------------------------ |
| 1                                       | Müge Örencik                            | 1er juin 1992                           | 179                            |                                | Réceptionneuse-attaquante      |
| 2                                       | Sinem Barut                             | 12 avril 1986                           | 186                            | 70                             | Centrale                       |
| 3                                       | Gizem Mısra Aşçı                        | 26 janvier 1998                         | 178                            | 65                             | Passeuse                       |
| 4                                       | Ceyda Demirhan                          | 17 janvier 1992                         | 195                            |                                | Centrale                       |
| 5                                       | Nataša Krsmanović                       | 19 juin 1985                            | 188                            | 73                             | Centrale                       |
| 6                                       | Tijana Malešević                        | 18 mars 1991                            | 185                            | 78                             | Réceptionneuse-attaquante      |
| 8                                       | Işıl Öz                                 | 12 avril 1998                           | 177                            |                                | Libero                         |
| 9                                       | Rida Erlalelitepe                       | 22 juillet 1996                         | 185                            | 75                             | Réceptionneuse-attaquante      |
| 10                                      | Yeşim Astarlar                          | 1er janvier 1997                        | 172                            |                                | Libero                         |
| 13                                      | Meryem Boz                              | 3 février 1988                          | 194                            | 75                             | Attaquante                     |
| 15                                      | Odina Bayramova                         | 25 mai 1990                             | 186                            | 88                             | Réceptionneuse-attaquante      |
| 16                                      | Sedef Sazlıdere                         | 7 juillet 1992                          | 169                            | 56                             | Libero                         |
| 17                                      | Sıla Çalışkan                           | 16 décembre 1996                        | 187                            | 70                             | Passeuse                       |
|                                         |                                         |                                         |                                |                                |                                |
| Encadrement technique                   | Encadrement technique                   |                                         | Légende                        | Légende                        | Légende                        |
| Entraîneur : Suphi Doğancılar           | Entraîneur : Suphi Doğancılar           | Entraîneur : Suphi Doğancılar           | : Capitaine                    | : Capitaine                    | : Capitaine                    |
| Entraîneur(s) adjoint(s) : Aydın Bilgiç | Entraîneur(s) adjoint(s) : Aydın Bilgiç | Entraîneur(s) adjoint(s) : Aydın Bilgiç | : Joueuse blessée actuellement | : Joueuse blessée actuellement | : Joueuse blessée actuellement |

| Équipe type : Seramiksan SK                                                                                |
| \| Sıla · # 17 Malešević · # 6 Krsmanović · # 5 Meryem · # 13 Bayramova · # 15 Sinem · # 2 Sedef · # 16 \| |
| Sıla · # 17 Malešević · # 6 Krsmanović · # 5 Meryem · # 13 Bayramova · # 15 Sinem · # 2 Sedef · # 16       |

| Sıla · # 17 Malešević · # 6 Krsmanović · # 5 Meryem · # 13 Bayramova · # 15 Sinem · # 2 Sedef · # 16 |